# Fred Othon Aristidès

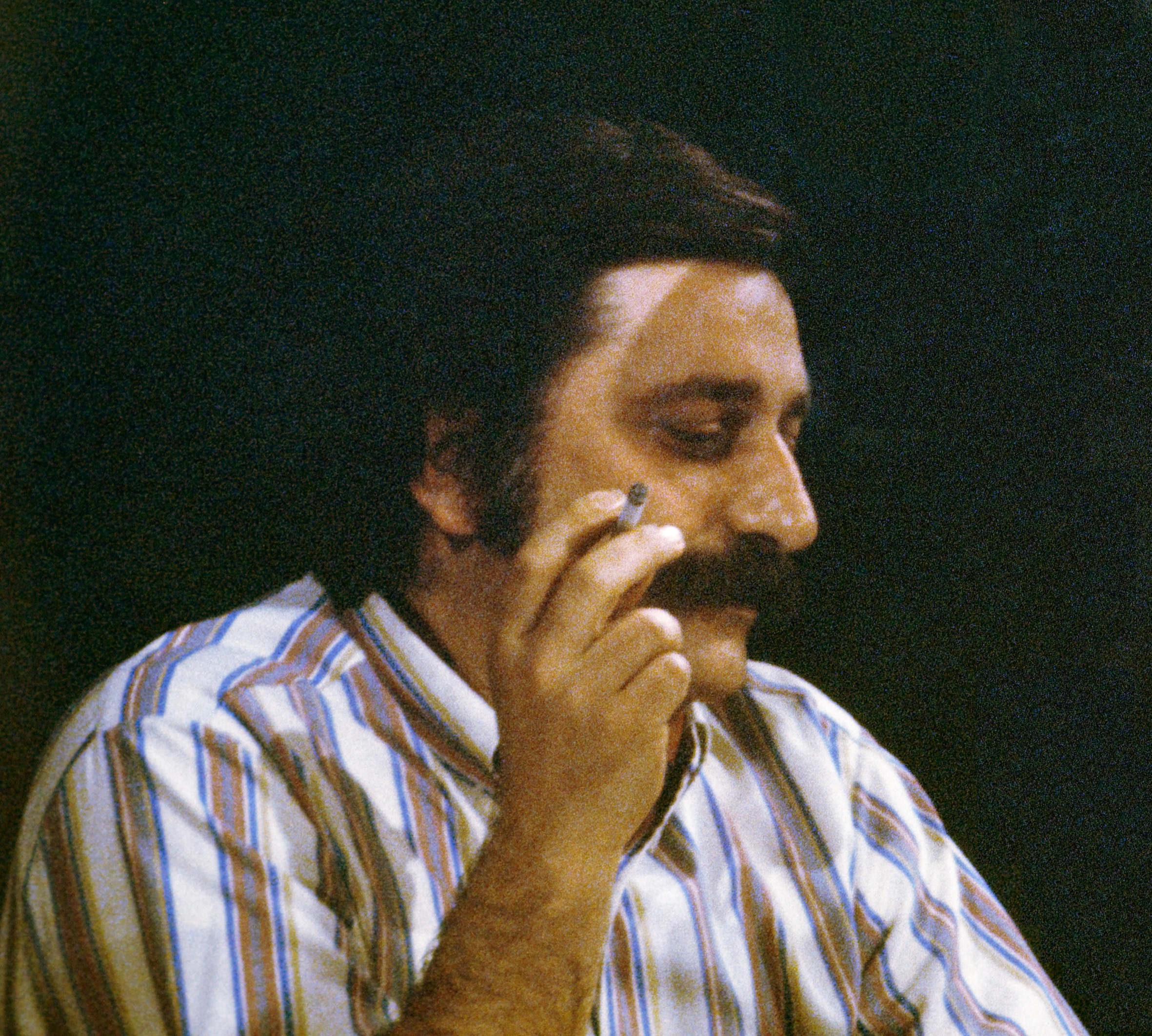
Fred, 1973

Frédéric Othon Théodore Aristidès (* 5. März 1931 in Paris; † 2. April 2013 ebenda), bekannt als Fred, war ein französischer Comiczeichner, der vor allem durch seine Serie Philémon bekannt wurde.

## Werdegang
Als Sohn griechischer Immigranten begann er seine Karriere mit einem Cartoon, den er 1954 in dem Magazin Zéro veröffentlichen konnte. In den folgenden Jahren wurden seine Zeichnungen in verschiedenen französischen und internationalen Magazinen gedruckt, darunter France Dimanche, Punch und The New Yorker. 1960 gründete er gemeinsam mit Georges Bernier und François Cavanna das satirische Monatsblatt Hara-Kiri. Als künstlerischer Leiter gestaltete er die ersten 60 Titelblätter des Magazins und zeichnete verschiedene Strips, darunter auch Le Petit cirque, das er später wieder aufgriff. Daneben arbeitete er auch als Comicszenarist für andere Zeichner wie Jean-Claude Mézières, Georges Pichard und Alexis.
1965 verließ er das Magazin und widmete sich seiner eigenen Serie Philémon. Die märchenhafte Erzählweise führt er 1973 mit Le Petit Cirque, Geschichten aus einem Wanderzirkus, weiter.
Benoît Peeters widmete Freds Bilderwelt 2004 eine Folge seiner Dokumentationsreihe für den Fernsehsender ARTE und beschreibt sie als ein eigenes Universum, in das er seine Leser entführt.

## Philémon
Freds Serie Philémon startete 1965 mit einer 15-seitigen Geschichte, die er für Spirou schrieb. Die fantastisch-realistische Serie traf nicht den Geschmack des Magazins und wurde abgelehnt. René Goscinny wollte sie in Pilote veröffentlichen. Das Angebot nahm Fred unter der Bedingung an, dass er weiterhin selbst die Zeichnungen anfertigen konnte. Die erste Folge, Le mystère de la clairière des trois hiboux, erschien im Pilote Nr. 300. Das letzte von insgesamt 15 auf die Magazinveröffentlichungen folgenden Alben wurde 1987 veröffentlicht.
Philémon ist ein Jugendlicher, der durch ein Portal eine Parallelwelt erreichen kann, in der er in unterschiedliche Abenteuer verstrickt wird. In dieser Welt existieren Inseln, die wie einzelne Buchstaben geformt sind (so beginnt die Geschichte auf dem "A" des Atlantischen Oceans), und fantastische Lebewesen wie Papiertiger und ein wildes Klavier. Aber auch die Mona Lisa und Don Quichote, der auf einem Fisch reitend ein Schiff angreift, das er für eine Windmühle hält, werden in die Geschichten eingebunden.

## Auszeichnungen
1980 erhielt er den Grand Prix de la Ville d’Angoulême auf dem Internationalen Comicfestival in Angoulême. L’Histoire du Corbac aux baskets wurde auf dem Festival 1994 mit dem Prix du meilleur album ausgezeichnet.

## Werke
- 1972–1987 Philémon
- 1973 Le Petit cirque
- 1973 Le Fond de l'air est frais
- 1974–1975 Timoléon (Zeichnungen Alexis)
- 1977 Ça va, ça vient
- 1978 Y a plus de saisons
- 1979 Le Manu Manu
- 1980 Magic Palace Hôtel
- 1980 Cythère l'apprentie sorcière
- 1982 Parade
- 1982 Hum
- 1983 Manège
- 1983 La Magique Lanterne Magique
- 1988 Journal de Jules Renard lu par Fred
- 1993 Histoire du corbac aux baskets
- 1995 L'histoire du conteur électrique
- 1997 Le noir, la couleur et lavis
- 1999 L'Histoire de la dernière image
- 2000 Fredissimo - L'album du millénaire